# Oostenrijk op het Eurovisiesongfestival 2011

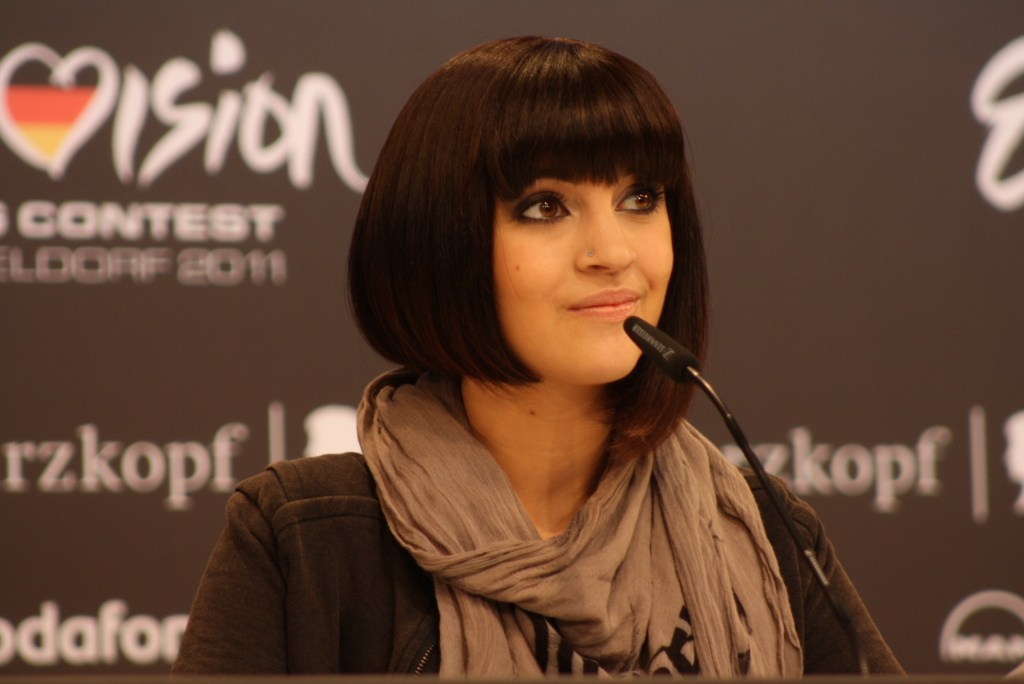
Nadine Beiler tijdens een persconferentie in Düsseldorf.

Oostenrijk nam deel aan het Eurovisiesongfestival 2011 in Düsseldorf, Duitsland. Het was de 44ste deelname van het land op het Eurovisiesongfestival. Oostenrijk keerde terug op het festival na een afwezigheid van drie jaar. In 2007 werd Eric Papilaya voorlaatste in de halve finale. De artiest werd gekozen in een nationale finale. De ORF was verantwoordelijk voor de Oostenrijkse bijdrage voor de editie van 2011.

## Selectieprocedure
Reeds in 2008 maakte de EBU bekend alles in het werk te stellen om Oostenrijk terug te krijgen op het Eurovisiesongfestival. Op 27 juli 2010 volgde de bevestiging dat Oostenrijk na een afwezigheid van vier jaar zou terugkeren op het festival. In oktober maakte de ORF bekend de zoektocht naar geschikte kandidaten voor de nationale finale te openen. De ORF ging, in samenwerking met Hitradio Ö3, op zoek naar artiesten. Er waren geen beperkingen voor deelname. Dertig kandidaten mochten deelnemen aan de internetselectie, die begon op 3 januari 2011. De beste tien mochten daarna deelnemen aan de nationale finale op 25 februari 2011. In die finale bepaalde een vakjury 50% van de punten, de overige punten werden verdeeld door het publiek via televoting.
Op 10 december 2010 raakte bekend dat de Oostenrijkse nationale omroep 147 inzendingen had ontvangen. Hieruit selecteerde ORF vervolgens 30 nummers die deelnamen aan de internetselectie. De uiteindelijke winnares was Nadine Beiler met het nummer The secret is love. Zij mocht aldus Oostenrijk vertegenwoordigen op het zesenvijftigste Eurovisiesongfestival.

## Nationale finale

### Internetselectie
3-31 januari 2011
| Plaats | Artiest                               | Lied                            | Publiek | Jury | Totaal |
| ------ | ------------------------------------- | ------------------------------- | ------- | ---- | ------ |
| 1      | Klimmstein feat. Joe Sumner           | Paris, Paris                    | 7       | 1    | 8      |
| 2      | Nadine Beiler                         | The secret is love              | 9       | 3    | 12     |
| 3      | Richard Klein                         | Bigger better best              | 10      | 2    | 12     |
| 4      | Trackshittaz & Lukas Plöchl           | Oida Taunz                      | 2       | 12   | 14     |
| 5      | Leo Aberer & Patricia Kaiser          | There will never be another you | 1       | 14   | 15     |
| 6      | Alkbottle                             | Wir san do net zum Spaß         | 4       | 13   | 17     |
| 7      | Eva K. Anderson                       | I will be here                  | 13      | 5    | 18     |
| 8      | Band WG                               | 10 Sekunden Glück               | 5       | 15   | 20     |
| 9      | Oliver Wimmer                         | Let love kick in                | 14      | 7    | 21     |
| 10     | Charlee                               | Good to be bad                  | 12      | 10   | 22     |
| 11     | Excuse Me Moses                       | Way out                         | 16      | 6    | 22     |
| 12     | Katie Lunette                         | My home                         | 6       | 19   | 25     |
| 13     | Cama                                  | Times of our lives              | 17      | 9    | 26     |
| 14     | Julian Heidrich                       | Australian gate                 | 3       | 24   | 27     |
| 15     | Freddy Sahin-Scholl                   | Butterfly                       | 24      | 4    | 28     |
| 16     | Luttenberger*Klug                     | Sternenlichter                  | 11      | 21   | 32     |
| 17     | Mary Broadcast Band                   | Who's gonna stop me             | 8       | 25   | 33     |
| 18     | Jean Nolan                            | Crazy                           | 15      | 18   | 33     |
| 19     | Alf Poier & Obersteirische Wolfshilfe | Happy song                      | 22      | 11   | 33     |
| 20     | Louie Austen                          | Make your move                  | 26      | 8    | 34     |
| 21     | Petra Frey                            | Send a little smile             | 20      | 17   | 37     |
| 22     | Robi Faustmann                        | Neuer Wind                      | 18      | 22   | 40     |
| 23     | Any Major Dude                        | July                            | 25      | 16   | 41     |
| 24     | Matara                                | Why do I                        | 19      | 27   | 46     |
| 25     | Axel Wolph & Feeltank Orchestra       | My little reminder              | 29      | 20   | 49     |
| 26     | Cory Bantic & Chris Schaller          | Try to forget her               | 21      | 30   | 51     |
| 27     | Missy May                             | It’s a girl's life              | 23      | 28   | 51     |
| 28     | Heinz aus Wien                        | È cosi                          | 30      | 23   | 53     |
| 29     | Lana Gordon                           | Ask the universe                | 28      | 26   | 54     |
| 30     | Sellyy                                | Lethargie                       | 27      | 29   | 56     |

### Finale
25 februari 2011
| Plaats | Artiest                      | Lied                            | Stemmen |
| ------ | ---------------------------- | ------------------------------- | ------- |
| 1      | Nadine Beiler                | The secret is love              | 34,95%  |
| 2      | Trackshittaz & Lukas Plöchl  | Oida Taunz                      | 24,27%  |
| 3      | Klimmstein feat. Joe Sumner  | Paris, Paris                    | 12,54%  |
| 4      | Richard Klein                | Bigger better best              | 5,69%   |
| 5      | Eva K. Anderson              | I will be here                  | 5,54%   |
| 6      | Alkbottle                    | Wir san do net zum Spaß         | 4,20%   |
| 7      | Band WG                      | 10 Sekunden Glück               | 4,15%   |
| 8      | Charlee                      | Good to be bad                  | 3,65%   |
| 9      | Leo Aberer & Patricia Kaiser | There will never be another you | 3,08%   |
| 10     | Oliver Wimmer                | Let love kick in                | 1,93%   |

Superfinale
| Plaats | Artiest                     | Lied               | Stemmen |
| ------ | --------------------------- | ------------------ | ------- |
| 1      | Nadine Beiler               | The secret is love | 46,73%  |
| 2      | Trackshittaz & Lukas Plöchl | Oida Tauns         | 32,87%  |
| 3      | Klimmstein feat. Joe Sumner | Paris, Paris       | 20,41%  |

## In Düsseldorf
In Düsseldorf trad Oostenrijk aan in de tweede halve finale, op 12 mei. Oostenrijk was als tweede van negentien landen aan de beurt, na Bosnië en Herzegovina en voor Nederland. Bij het openen van de enveloppen werd duidelijk dat Nadine Beiler zich had weten te plaatsen voor de finale. Na afloop van het festival zou blijken dat Oostenrijk op de zevende plaats was geëindigd in de tweede halve finale, met 69 punten. In de finale trad Oostenrijk als achttiende van 25 landen aan, na Roemenië en voor Azerbeidzjan. Aan het einde van de puntentelling stond Nadine Beiler op de achttiende plaats, met 64 punten.